# Grafton D. Cushing
Grafton Dulany Cushing, född 4 augusti 1864 i Boston i Massachusetts, död 31 maj 1939 i New Bedford i Massachusetts, var en amerikansk republikansk politiker. Han var Massachusetts viceguvernör 1915–1916. Cushing arbetade som advokat i Boston.
Cushing var talman i Massachusetts representanthus 1912–1914. År 1915 efterträdde han Edward P. Barry som viceguvernör och efterträddes 1916 av Calvin Coolidge.